# 形上學
形而上学，简称形上学，也称为形之上学（英語：Metaphysics），在古希腊时期指研究存在和事物本质的学问。
形上學是哲学的一个分支或范畴，被视为首要哲学和“哲学的基本问题”。对于不能直接透过感知所得到答案的问题，它在先验条件（可看成公理化的假设）下，透过理性的逻辑推理推演出答案，并且不能与经验证据相矛盾。它是人类理性对于事物最普遍的面相和终极的原因的探索的一门学科。
《史丹佛哲学百科全书》指出，当代的“形而上学”题目在不断的扩展，并解释了其中的原因，以及为什么很难定义清楚什么是形而上学，以及哪些是形而上学研究的对象。
形上學的主要问题包括：
1. 根本上有什麼存在？（What is ultimately there?）
2. 它是什麼樣的？（What is it like?）

形上學家們試圖闡明人們用以理解世界的基本概念（範疇），例如存在、客體（objects）及其性質、空間和時間、因果和可能性。形上學的主要分支學科之一是本體論，即對基本範疇及其相互關連的研究。另一個形上學的主要分支是宇宙論，即對本源（如果有的話）、基本結構、本性（nature）、物力論的研究。

## 认识论基础
形而上学的研究是使用从先验知识来推演进行。与基础数学（有时被认为是形而上学应用于数字存在的特例）一样，它试图对世界结构进行连贯的描述，能够解释对世界的日常和科学看法，并且不能有矛盾。在数学中，有许多不同的方法来定义数字；同样，在形而上学中，有许多不同的方法来定义声称构成世界的对象、属性、概念和其他实体。
形而上学的推理过程，旨在坚持和科学事业相同的理性调查标准，并接受相同的评估和批评方法； 避免吸引特殊的非自然才能（心灵感应，神秘经历）或超自然的信息来源（神圣的文本，神学的揭示，信条权威，直接的超自然交流)， 类似于自然神论和不可知论。 这种避免非自然才能或超自然的信息来源的方法， 与启示神学（英文:Revealed Theology)和基督教神学的方法有本质性区别。
虽然形而上学可以作为一个特例来研究原子和超弦等基础科学所假设的实体，但其核心主题是这些科学理论所假设的对象、属性和因果关系等。例如：声称“电子有电荷”是一种科学理论；在探索电子（或至少被感知为）“对象”的含义时，电荷是“属性”，而同时存在于一个叫做“空间”的拓扑实体中，是形而上学的任务。

## 字源
英語「metaphysics」或拉丁語「metaphysica」一詞源自希臘語：（metá），意思是之後或之上，而 （physiká）在希臘語原意是「自然，自然的產物」，兩個字根組合起來μεταφυσικά的意思就是「在自然之後」。metaphysica的出現其實由於亞里斯多德在他的作品集中，把他對邏輯、含義和原因等抽象知識的討論編排在他討論物理學的書冊《自然學》（Φυσικά）之後，並給這些討論一個標籤：“在自然學之後”（τὰ μετὰ τὰ φυσικὰ βιβλία），意即在《自然學》之後的書冊）。而這個用語被拉丁語注解家錯誤地理解為“超越于自然學的科學”。而亞里斯多德在書中討論的問題成為了形上學的很多基本問題。
中文譯名「形而上學」是由日本人井上哲次郎（明治時代）由metaphysic翻譯而來。取自《易經 • 繫辭上傳》「形而上者謂之道，形而下者謂之器」一詞。
在科學與玄學的論戰中，參與辯論的學者分成「科學派」和「玄學派」，當時所稱“玄學”今譯爲形上學。

## 定義
形上學是指透过理性的推理和逻辑去研究不能直接透过感知而得到答案的问题。形上學是指哲學的基本法則。形上學關注理論哲學的核心問題，如基礎、前提、成因、第一原因和基本結構，如所有真實存在的意義和目的。形上學被尼采稱之為「柏拉圖主義」。
形上學，有很多解釋：
- 第一種，是指關於世界構造的猜想，比如世界有些什麼，有沒有心靈，有沒有上帝，如果有，那些東西之間的關係是什麼？
- 第二種，中国哲学家陈嘉映提及的，是指那些與科學相對的理論，它們沒有科學的可證偽性。比如，在沒有電子顯微鏡之前，原子論是形上學，人們無法知道原子是什麼，但在有了顯微鏡之後，可以看到原子，「原子論」是科學。
- 第三種，就是與辯證法相對的概念，由於人的主觀性，在描述自然的概念與自然事物脫軌。比如一粒粒沙子不斷堆積，變成沙堆，人們的概念裡只有沙子和沙堆，從而忽略了那種存在於自然界的介於沙子和沙堆之間的中間狀態。辯證法就是看到這種變化，比如“量變到質變”。

形上學也叫「第一哲學」，如笛卡兒的《第一哲學沉思集》（Meditationes de prima philosophia）也稱為《形上學沉思錄》。亚里士多德把人類的知識分為三部分，用大樹作比喻：
- 第一部分，最基礎的部分，也就是樹根，是形上學，它是一切知識的奠基；
- 第二部分是物理學，好比樹幹；
- 第三部分是其他自然科學，以樹枝來比喻。

哲学界目前认为，很难定义清楚什么是形而上学，以及哪些是形而上学研究的对象。古代和中世纪的哲学家可能曾说过，形而上学就像化学或占星术一样，由其主题来定义：形而上学是研究“如此存在(being as such)”或“事物的首要原因(the first causes of things)”或“不变的事物(things that do not change)”的“科学”。 由于两个原因，不再可能用这种方式定义形而上学。 首先，一个哲学家否认那些曾经被视为构成形而上学主题的事物的存在（首要原因或不变的事物），现在将被认为是由此形成了形而上学的断言。 其次，现在有许多哲学问题被认为是形而上学的问题（或至少部分是形而上学的问题），与首要原因或不变的事物毫无关系，例如，自由意志问题或道德问题。这就提出了一个问题-是否存在将当代形而上学的问题统一起来的共同特征？《斯坦福哲学百科全书》没有能够给出回答，只是列出当代被认为是形而上学的哲学问题。

## 核心问题

### 存在论
存在论是形上学的基本分支，主要探讨存在本身，即一切现实事物的基本特征。

### 同一性和变化
同一性是形上学基本问题。研究同一性的哲学家主要的任务是某物与自身相同，或者和其他物体相同，究竟意味着什么。这些问题围绕在时间下展开：对于某东西，两个不同时间下如何定义它本身？该如何解释？另一个问题是同一性的标准是什么，以及如何用语言表达同一性的事实？
一个人的同一性所采取的形而上学立场对诸如身心问题、人格同一性、伦理和法律等问题有着深远的影响。
古代希腊人对变换的本质产生了极端的观点，巴门尼德完全否决变化，赫拉克利特则认为：“人不可能两次踏进同一条河流”。
同一性，有时称作数的同一性，是指某物与自身的关系，并且除了自己相同，并无其他。
莱布尼兹是一位对同一性产生了深远影响的现代哲学家，他的理论“同一性不可辩证性”至今被广泛接受。它指出，如果某个物体x与物体y相同，那么x所具有的某属性，y也具有。
正式的说，它描述了：
{\displaystyle \forall x\;\forall y\;(x=y\rightarrow \forall P\;(P(x)\leftrightarrow P(y)))}
然而，物体似乎确实随着时间而改变。如果去看一棵树，发现掉了一片叶子，树有變化，但對於觀察的人而言，还会觉得是在看同一棵树。为了解释变化和同一性之间的关系，一种是接續論，把树视为一系列树的阶段。另一种是持續論，他认为有机体（同一棵树）存在其历史的每个阶段。
通过外在和内在属性，接續論主义者发现一种方法来调和同一性和变化。然而，如果在这里利用莱布尼茨的 "不可辨别同一性定律 "来定义数的同一性，那么物体似乎必须完全不变才能持久存在。辨别内在属性和外在属性，接续论主义者指出，数的同一性是指，如果某个对象x与某个对象y相同，那么x所具有的任何内在属性，y也将具有。因此，如果一个对象持久存在，它的内在属性是不变的，但外在属性可以随着时间的推移而改变。除了对象本身，环境和其他对象也会随着时间的推移而改变；即使这个对象不改变，与其他对象有关的属性也会改变。
持续论主义者用另外一种调和同一性和变化。在四次元主义（持续论主义的另一个版本）中，持续存在的是一个不会变的四维物体，尽管该物体的三维切片可能有所不同。

### 空间和时间
对象在空间和时间中出现在人們面前，而类、属性、关系等抽象实体却没有。空间和时间作为对象的舞台，是如何发挥这种功能的？空间和时间本身也是否是某种形式的实体？它们必须先于对象而存在吗？它们究竟怎样才能被定义？时间与变化的关系如何；时间的存在必须总是有变化的东西吗？

### 因果性
古典哲学家承认一些事情，包括目的论的未来原因。在狭义相对论和量子力学中，空间、时间和因果关系的概念变得纠缠在一起，因果关系的时间顺序变得取决于观察它们的人，物理学定律在时间上是对称的，所以同样可以用来描述时间向后运行。那么，为什么會认为它是朝一个方向流动的，即时间箭头，并且包含着朝同一个方向流动的因果关系呢？
就这个事情来说，一个结果能先于它的原因吗？这是1954年迈克尔·杜梅特的一篇论文的标题，这篇论文引发了一场持续至今的讨论。 而早在1947年，C.S.刘易斯就曾认为，人们完全可以有意义地祈祷关于例如医学检验的结果，同时承认结果是由过去的事件决定的。"我的自由行为促成了宇宙的形状"。同样，对量子力学的一些解释，可追溯到1945年，涉及到时间上的后向因果影响。
因果关系被许多哲学家与反事实的概念联系在一起。说A造成了B，意味着如果A没有发生，那么B就不会发生。这一观点是由大卫·刘易斯在1973年的论文 《因果关系 》中提出，他之后的论文进一步发展了他的因果关系理论。
如果科学的目的是理解因果关系并对其进行预测，那么因果关系通常被要求作为科学哲学的基础。

### 必要性和可能性
形而上学家们研究的是世界可能以何种方式存在的问题。大卫·刘易斯在《论世界的多元性》中支持一种叫做具体模态现实主义的观点，根据这种观点，关于事物如何可能存在的事实，是由其他具体世界中的事物不同而成为事实的。包括莱布尼茨在内的其他哲学家也处理过可能世界的观念。一个必要的事实在所有可能的世界中都是真的。一个可能的事实在一些可能的世界中是真实的，即使在实际的世界中不是。例如，猫有可能有两条尾巴，或者任何特殊的苹果不可能存在。与此相反，某些命题似乎是必然真实的，例如分析命题，例如 "所有的单身汉都是未婚的"。逻辑真理都是必然的，这种观点在哲学家中并不普遍。一种争议较小的观点是，自我同一性是必要的，因为声称任何x与自身不完全相同似乎从根本上讲是不一致的；这被称为同一律，是一种推定的 "第一原则"。同样，亚里士多德也描述了矛盾律。

## 周边问题
- 宇宙和宇宙的起源
- 思维和物质
- 伦理学
- 决定论和自由意识
- 自然和社会类型
- 数学哲学
- 形而上学的应用

## 形上學的分支
- 本體論  ——研究存在的問題。本体论又被称为“一般形而上学”（英文： general metaphysics） [19])。
- 认识论
- 自然神学[20]——研究神或眾神及關於神的問題, 产生于中世纪时期（大约1100-1400 C.E.）。但是，它避免了吸引特殊的非自然才能（心灵感应，神秘经历）或超自然的信息来源（神圣的文本，神学的揭示，信条权威，直接的超自然交流）。自然神学旨在坚持与其他哲学和科学事业相同的理性调查标准，并接受相同的评估和批评方法。
- 宗教哲學
- 精神哲學
- 知覺哲學
- 自然主义
- 自然哲學

## 相关问题
- 自然哲学
- 科学哲学
- 时空哲学
- 数学哲学
- 认识论
- 方法论
- 宇宙的起源与宇宙的终极命运

## 形而上学和科学的比较
自然科学和形而上学的相同点是两者都崇尚理性，两者都可以用假设作为推理前提，其假设合理性都是被经验证据约束的。两者不同之处是，尽管两者都用缜密的逻辑推理，“形而上学”研究中的推理结果在当时往往无法用经验证据证明； 而一个研究被认为是科学的前提，是其推理结果能用经验证据证明。 但是，“形而上学”的研究仍然是受科学实践的成果约束的，或者说是受经验证据约束的， 文献在第7页举了下例来说明： 现代科学认为物理宇宙是有时间的开始的（大约137亿年前），或者至少它没有无限的过去。于是，所有以无穷的过去为前提预设的形而上学的推测都是不正确的。
原来只是形而上学的问题，如“宇宙是从哪里来的？它要去哪里？ 宇宙是否有开始？”等旧形而上学宇宙学内容，已经成为依靠实验证据的科学研究的对象， 催生了既理性又依靠实验证据的科学宇宙学（也被称为物理宇宙学）。这可以看出，形而上学鉴别出的问题和其纯粹理性分析方法是科学宇宙学的基础，是前科学。 当科学发展了，有些“形而上学”的推理前提被科学实践证实了，这部分研究就变成了科学研究。这可以看出，形而上学鉴别出的问题和其纯粹理性分析方法是科学宇宙学的基础，是前科学。

## 形而上学和神学的比较
神学假设神圣以某种形式存在，例如在物理，超自然，心理或社会现实中存在，并且透过个人精神经验，或其他人记录的这种经历的历史记录找到有关它的证据，更是透过信仰将这种假设合理化。 其研究对像包括，上帝，神灵，道德标准，和宗教经典等。神学往往不深入研究信仰的本身的合理性， 神学的信仰假设常同经验性检验结果相矛盾。
尽管古代广义的形而上学研究包含了神学，现代的形而上学研究中，不认可神学中那些与同科学实践相矛盾信仰假设。  现代形而上学的哲学中，其假设也是研究和辩论的对象。 虽然其假设可能无法被科学实践证实， 但一定不能同科学实践相矛盾， 这点与神学完全不同。《斯坦福哲学百科全书》区分神學和哲學的观點是：从这两个学科的角度来看，如果论证的前提至少之一是从启示中获得的，那么论证就属于神学领域；否则，它将落入哲学领域。
历史上，形而上学这种认识论上的理性的分析方法，也被神学借用，也被哲学家和神学家用来研究信仰的本身的合理性，将宗教经典的描述和历史，考古，和科学发现相比较。其结果是在欧州催生了自然神学， 自然宗教或神学不仅限于对自然的经验性探究，也不会与泛神论的结果结合。 但是，它的确避免了吸引特殊的非自然才能（心灵感应，神秘经历）或超自然的信息来源（神圣的文本，神学的揭示，信条权威，直接的超自然交流）。自然神学旨在坚持与其他哲学和科学事业相同的理性调查标准，并接受相同的评估和批评方法。
形而上学这种理性的分析和缜密的逻辑思维，使得信神的人越来越少。 世界最权威及最有名望的学术期刊之一《自然》“领先的科学家仍然拒绝上帝” 一文中报道：本世纪初以来，美国科学家的宗教信仰问题一直存在争议。我们最新的调查发现，在顶级自然科学家中，不信教的情况比以往任何时候都要大 - 几乎全部。
目前国际哲学界很知名的内容都经过同行审议过的《斯坦福哲学百科全书》 ，列出了当代被认为是形而上学的哲学问题，本体论里的问题，认识论中的问题（如，因果关系），自由意志，道德学问题等。没有列出， 上帝，神灵等超自然有关的问题。
以色列希伯来大学历史系教授尤瓦尔·赫拉利在其名著《未来简史》第3章人类的特殊之处“生命的等式”一节指出， 但在过去几个世纪里，科学家并没有找到任何实证证据证明神的存在，反而对闪电、下雨和生命的起源有了更详细的解释。因此，现在除了几个哲学子领域之外，在经过同行评议的科学期刊上，已经不会出现真心相信神存在的文章。历史学家不会说同盟国是因为有神相助才赢得第二次世界大战，经济学家不会认为是上帝造成了1929年的经济危机，地质学家也不会说板块运动是神的旨意。

## 形上學的爭論
形上學的問題通常都是充滿爭議而沒有確定的結論。這一部分是因為經驗事實所累積的資料，作為人類知識的最大宗，通常無法解決形上學爭議；另一部分是因為形上學家們所使用的詞語時常混淆不清，他們的爭論因而只是各持己見，而又沒有交集的讨论。
二十世紀的邏輯實證論者們反對某些形上學議題。他們認為某些形上學問題本身是沒有意義的。
在現代科學發軔之前，科學問題被當做形上學的一部份來研究，被稱為自然哲學。術語“science”（科學，拉丁語scientia）原本只有“knowledge”（知識）的意思。然而，隨著科學方法的廣泛運用，自然哲學逐漸轉變爲了一種源於實驗的經驗科學，與哲學的其他領域分道揚鑣。到了十八世紀末，它開始被稱為“科學”以示其與哲學的區別。從那時以後，“形上學”被用來指代對存在本質的非經驗性哲學研究。一些科學哲學家，例如新實證主義者，聲稱自然科學排斥形上學的研究，而其他科學哲學家對此強烈反對。
文献《The Myth of the Metaphysical Circle: An Analysis of the Contemporary Crisis of the Critique of Metaphysics》介绍， 对当代关于所有形而上学及其批判的辩论的考察得出的结论是，存在着捍卫它们之间不可分割的联系的总体趋势， 在这些辩论中，绝大多数辩参与者认为，对形而上学的任何反应，无论多么强大或激进，都必定会陷于形而上学的传统之中。当代占主导地位的观点是，批评实际上仍然与形而上学联系在一起，或者甚至最终会返回到形而上学的形式上， 证实了一种典型模式的持久性，即形而上学与其批评之间的循环关系. 

## 外部連結
- 倪梁康：〈零與學〉 （页面存档备份，存于）（2009）
- 斯坦福哲学百科: <形上学>  （页面存档备份，存于）（英文） (2014)